# NGC 6794
NGC 6794 ist eine Spiralgalaxie vom Hubble-Typ Sab im Sternbild Schütze auf der Ekliptik. Sie ist schätzungsweise 269 Millionen Lichtjahre von der Milchstraße entfernt und hat einen Durchmesser von etwa 135.000 Lichtjahren.
Das Objekt wurde am 24. August 1834 von John Herschel entdeckt.